# Kazimira
Kazimira je žensko osebno ime.

## Izvor imena
Ime Kazimira je ženska oblika moškega osebnega imena Kazimir.

## Pogostost imena
Po podatkih Statističnega urada Republike Slovenije je bilo na dan 31. decembra 2007 v Sloveniji število ženskih oseb z imenom Kazimira: 31.

## Osebni praznik
Osebe z imenom Kazimira lahko godujejo takrat kot osebe z imenom Kazimir.